# بيتي رينولدز كوب
بيتي رينولدز كوب (بالإنجليزية: Betty Reynolds Cobb)‏ هي محامية أمريكية، ولدت في 23 أكتوبر 1884، وتوفيت في 27 مايو 1956.